# Châtel-de-Neuvre
 Châtel-de-Neuvre  es una población y comuna francesa, situada en la región de Auvernia, departamento de Allier, en el distrito de Moulins y cantón de Le Montet.

## Demografía
| 630 | 600 | 529 | 582 | 512 | 515 |
| Para los censos de 1962 a 1999 la población legal corresponde a la población sin duplicidades (Fuente: INSEE [Consultar]) |     |     |     |     |     |